# Línea 127 (EMT Madrid)
La línea 127 de la EMT de Madrid une la Glorieta de Cuatro Caminos con la Ciudad de los Periodistas.

## Características
Esta línea da servicio a la parte norte del Barrio del Pilar, conocida como Ciudad de los Periodistas pasando por los barrios de Bellas Vistas (Tetuán) y Valdezarza (Moncloa-Aravaca). Antiguamente su denominación era Cuatro Caminos-Peñagrande.

### Frecuencias
| Lunes a viernes laborables |               |
| De 6:00 a 8:00             | 10-20 minutos |
| De 8:00 a 20:00            | 10-12 minutos |
| De 20:00 a 22:00           | 11-20 minutos |
| Sábados laborables         |               |
| De 6:00 a 10:00            | 13-26 minutos |
| De 10:00 a 22:00           | 13-16 minutos |
| De 22:00 a 23:00           | 15-26 minutos |
| Domingos y festivos        |               |
| De 7:00 a 10:00            | 15-28 minutos |
| De 10:00 a 22:00           | 15-16 minutos |
| De 22:00 a 23:00           | 16-26 minutos |

## Recorrido y paradas

### Sentido Ciudad de los Periodistas
La línea inicia su recorrido en la dársena situada en el principio de la Avenida de la Reina Victoria, junto a la Glorieta de Cuatro Caminos. Desde aquí sale por la citada avenida en dirección oeste, que recorre hasta la intersección con la Avenida de Pablo Iglesias, que toma girando a la derecha, y abandona en seguida girando de nuevo a la derecha por la Avenida del Doctor Federico Rubio y Galí.
A continuación, la línea recorre esta avenida hasta que se vuelve a cruzar con la Avenida de Pablo Iglesias, circulando entonces por ésta al girar una vez más a la derecha. Al final de esta avenida, llega a la Glorieta de Rocío Dúrcal, donde se incorpora brevemente a la calle de Francos Rodríguez hacia el oeste abandonándola en el cruce siguiente girando a la derecha por la Avenida del Santo Ángel de la Guarda, que recorre entera al igual que su continuación, la calle del Alcalde Martín de Alzaga. Al final, gira a la derecha por la calle de Antonio Machado.
Recorre la calle de Antonio Machado hasta el final, siguiendo de frente por la calle de César Manrique, que recorre entera hasta llegar a la Glorieta de Mariano Salvador Maella, donde toma la salida de la calle Isla de Tabarca, que recorre hasta girar a la derecha por la calle de Fermín Caballero. La línea recorre esta calle hasta la intersección con la calle Ginzo de Limia, donde gira a la derecha para incorporarse a ésta, teniendo su cabecera cerca de la estación de Herrera Oria.
| Código | Parada                                           | Común con  | Conexiones con Metro      | Otros |
| ------ | ------------------------------------------------ | ---------- | ------------------------- | ----- |
| 2481   | CUATRO CAMINOS                                   |            | Cuatro Caminos            |       |
| 1418   | Cruz Roja                                        | 45 C2 F    |                           |       |
| 1666   | Rubio y Galí-Almansa                             | 44         |                           |       |
| 1668   | Rubio y Galí-Aranjuez                            | 44         |                           |       |
| 1670   | Rubio y Galí-Jerónima Llorente                   | 44         |                           |       |
| 1672   | Rubio y Galí-Pablo Iglesias                      |            |                           |       |
| 1674   | Metro Francos Rodríguez (Av. Pablo Iglesias, 92) | 132        | Francos Rodríguez         |       |
| 1577   | Metro Francos Rodríguez                          | 64 126 132 | Francos Rodríguez         |       |
| 1643   | Santo Ángel de la Guarda-General Cadenas         | 126 132    |                           |       |
| 1645   | Santo Ángel de la Guarda-Arciniega               | 126 132    |                           |       |
| 1647   | Martín Alzaga-Altea                              | 126 132    |                           |       |
| 1649   | Martín Alzaga-Artajona                           | 126 132    |                           |       |
| 1651   | Antonio Machado-Isla de Oza                      | 126 132    |                           |       |
| 1653   | Antonio Machado-Sinesio Delgado                  | 132        |                           |       |
| 1655   | Antonio Machado-Centro Cultural                  | 132        |                           |       |
| 1657   | Metro Antonio Machado                            | 132        | Antonio Machado           |       |
| 1516   | César Manrique-La Cabrera                        | 132        |                           |       |
| 1514   | César Manrique-Chantada                          | 132        |                           |       |
| 1663   | Glorieta Salvador Maella                         | 179        |                           |       |
| 1624   | Fermín Caballero-Isla de Tabarca                 | 67         |                           |       |
| 1622   | Fermín Caballero-Islas Cíes                      | 67         | Avenida de la Ilustración |       |
| 1620   | Fermín Caballero-Isla de Arosa                   | 67         |                           |       |
| 1359   | Fermín Caballero-Betanzos                        | 67 83 133  |                           |       |
| 1618   | Plaza de Cieza                                   | 67 133     |                           |       |
| 1616   | Colegio Valdeluz                                 | 67 133     |                           |       |
| 1614   | Metro Herrera Oria                               | 67 133     | Herrera Oria              |       |
| 1665   | CIUDAD PERIODISTAS (C/ Ginzo de Limia, 47)       |            | Herrera Oria              |       |

### Sentido Cuatro Caminos
Desde su cabecera en la calle de Ginzo de Limia, la línea gira a la derecha por la calle de Santiago de Compostela, que abandona en el siguiente cruce girando de nuevo a la derecha por la calle del Pintor Francisco Llorens, que recorre entera girando al final a la izquierda por la calle de Fermín Caballero.
A partir de aquí el recorrido de vuelta es igual al de ida pero en sentido contrario.
| Código | Parada                                       | Común con     | Conexiones con Metro      | Otros |
| ------ | -------------------------------------------- | ------------- | ------------------------- | ----- |
| 1665   | CIUDAD PERIODISTAS (C/ Ginzo de Limia, 47)   |               | Herrera Oria              |       |
| 3421   | Santiago de Compostela-Pintor Llorens        |               |                           |       |
| 1615   | Colegio Valdeluz                             | 67 124 133    |                           |       |
| 1617   | Plaza de Cieza                               | 67 124 133    |                           |       |
| 1360   | Fermín Caballero-Betanzos                    | 67 83 124 133 |                           |       |
| 1619   | Fermín Caballero-Isla de Arosa               | 67            |                           |       |
| 1621   | Fermín Caballero-Islas Cíes                  | 67            | Avenida de la Ilustración |       |
| 1623   | Fermín Caballero-Isla de Tabarca             | 67            |                           |       |
| 1664   | Glorieta Salvador Maella                     | 179           |                           |       |
| 1513   | César Manrique-Chantada                      | 132           |                           |       |
| 1515   | César Manrique-La Cabrera                    | 42 132        |                           |       |
| 1658   | Metro Antonio Machado                        | 132           | Antonio Machado           |       |
| 1656   | Antonio Machado-Centro Cultural              | 132           |                           |       |
| 1654   | Antonio Machado-Sinesio Delgado              | 132           |                           |       |
| 4643   | Antonio Machado-Sinesio Delgado              | 126 132       |                           |       |
| 1652   | Antonio Machado-Isla de Oza                  | 126 132       |                           |       |
| 1650   | Martín Alzaga-Artajona                       | 126 132       |                           |       |
| 1648   | Martín Alzaga-Altea                          | 126 132       |                           |       |
| 1646   | Santo Ángel de la Guarda-Arciniega           | 126 132       |                           |       |
| 1644   | Santo Ángel de la Guarda-General Cadenas     | 126 132       |                           |       |
| 1578   | Metro Francos Rodríguez                      | 64 126 132    | Francos Rodríguez         |       |
| 1675   | Metro Francos Rodríguez (Av. Pablo Iglesias) | 132           | Francos Rodríguez         |       |
| 1673   | Rubio y Galí-Pablo Iglesias                  |               |                           |       |
| 1671   | Rubio y Galí-Jerónima Llorente               | 44            |                           |       |
| 1669   | Rubio y Galí-Aranjuez                        | 44            |                           |       |
| 1667   | Rubio y Galí-Almansa                         | 44            |                           |       |
| 5098   | Cruz Roja                                    | 44            |                           |       |
| 1417   | Cruz Roja                                    | 45 C1 F       |                           |       |
| 4284   | Cuatro Caminos                               | 45 F          | Cuatro Caminos            |       |
| 2481   | CUATRO CAMINOS                               |               | Cuatro Caminos            |       |